# USS Barber (DE-161)
L’USS Barber (DE-161/APD-57) est un destroyer d'escorte de la classe Buckley de la Marine des États-Unis, qui a été nommé ainsi en l'honneur des frères Malcolm, Randolph, et Leroy Barber qui ont tous été tués à bord de l'USS Oklahoma  (BB-37), le 7 décembre 1941. Il fut terminé en avril 1943 et lancé un mois plus tard. Il escorta des convois en Atlantique pendant un an, puis il fut transformé en transport de troupe rapide de type Charles Lawrence. L'USS Barber navigue alors dans le Pacifique. Il obtient trois étoiles de bataille (battle star) pour son service de guerre. Déclassé en mars 1946, il est mis en réserve.
Après 22 ans d'inactivité, l'USS Barber est transféré à la Marine mexicaine en février 1969 sous le nom d'ARM Coahuila (B07). En 1994, il est rebaptisé ARM Vincente Guerrero du nom de l'ancien président mexicain Vincente Guerrero.

## Carrière dans l’US Navy
La construction de l'USS Barber (DE-161) débute le 27 avril 1943 à Portsmouth, en Virginie, au chantier naval de la marine de Norfolk, et il est lancé le 24 mai 1943. La marraine du navire Mme Peter Thomas Barber, la mère des frères Barber, ne pouvait pas être présente lors du lancement du navire, le baptême du Barber a donc été retardé jusqu'au jour de sa mise en service, le 10 octobre 1943, lorsque les deux cérémonies ont été tenues simultanément.

## Océan Atlantique, 1943-1944
Le bâtiment suit d'abord une formation au large des Bermudes, puis il est assigné à la protection des convois le long de la côte atlantique. Il escorte des transports de troupes au Panama lors de sa première mission, et sur son voyage de retour vers le nord il escorte le croiseur léger HMNZS Leander, sévèrement endommagé, à Boston. Ils arrivent à Boston le 23 décembre, mais l'USS Barber n'est pas autorisé à passer Noël au port. Il repart le jour de Noël et se dirige vers l'Afrique du Nord escortant un convoi de 95 navires marchands. Il arrive à Casablanca au Maroc français, après une traversée sans histoire. En attendant un convoi de retour, il patrouille autour du détroit de Gibraltar pendant plusieurs jours à la recherche de sous-marins allemands. Après un autre voyage sans incident, le navire quitte le convoi à Norfolk et continue sa route jusqu'au chantier naval de la marine à New York.
Il passe la plupart du temps de février et mars 1944 effectuant des fonctions d'escorte entre New York et Norfolk, puis le 24 mars il reçoit l'ordre de rejoindre le groupe anti-sous-marin TG 21.15, formé autour du porte-avions d'escorte Croatan (CVE-25) et rejoint par quatre autres destroyers d'escorte.
Formé à la chasse aux sous-marins allemands, le groupe enregistre son premier succès le 26 avril 1944 lorsque l'USS Barber, le Frost (DE-144), le Huse (DE-145), et le Snowden (DE-246), coulent ensemble le sous-marin allemand U-488 à 17° 54' N et 38° 05' O. Relevé par un autre groupe de lutte anti-sous-marine, l'unité du Barber rentre au port le 11 mai. Après une brève période au chantier de New York suivie de deux semaines de manœuvres dans la baie de Casco, Maine, le Barber reprend ses fonctions d'escorte de convois. Il fait encore deux voyages transatlantiques vers l'Afrique du Nord avant octobre 1944, mais ne rencontre pas de navires ennemis.
Le 9 octobre, l'USS Barber entre au chantier de la marine à Philadelphie pour être converti en transport de troupe rapide de classe Charles Lawrence. Reclassé APD-57 le 23 octobre, il ne termine les préparatifs pour son nouveau rôle qu'en janvier 1945. Le 17, il quitte Philadelphie pour s'amarrer au quai des escorteurs de convoi à Norfolk. Pendant un mois, l'USS Barber sert alors de navire-école pour les équipages des APD. Il forme les équipages à diverses manœuvres, le plein de carburant, le tir, le suivi de cible, et les procédures de lutte contre d'autres navires.

## Océan Pacifique, 1945-1946
Le jour de l'anniversaire de George Washington, l'USS Barber quitte Norfolk (Virginie) pour le Pacifique. Après une courte escale à San Diego, il continue sa route vers l'ouest et arrive à Pearl Harbor le 26 mars 1945. Le transport rapide effectue une formation spécialisée à Maui avec les équipes de démolition sous-marine (UDT). La mission de ces équipes est de détruire les obstacles sur les plages de débarquement, et les transports tels que le Barber sont chargés de lancer ces équipes sur les zones de débarquement quatre ou cinq jours avant l'assaut. Juste deux jours après la réception du message de la mort du président américain Franklin D. Roosevelt le 12 avril 1945, il fait route pour Ulithi via Eniwetok.
L'USS Barber arrive le 30 avril et passe cinq jours à se préparer pour le service de première ligne à Okinawa. Le 5 mai il quitte la sécurité de Ulithi avec un convoi de navires marchands. La présence de l'ennemi japonais se fait sentir par des contacts sous-marins et des mines flottantes, ainsi que par le trafic de messages radio en provenance d'Okinawa. Le transport mouille dans la baie d'Hagushi sur l'île d'Okinawa le 10 mai. La flotte de transport n'est pas inquiétée durant la journée mais avec le coucher du soleil, les attaques aériennes japonaises commencent.
Le 11 mai, l'USS Barber reçoit l'ordre d'aider l'USS Hugh W. Hadley (DD-774) sur une patrouille de veille radar au nord du mouillage. Ce destroyer a été touché par deux avions kamikazes et deux bombes. Le Barber aide à évacuer les blessés du Hugh W. Hadley et ensuite s'efforce de sauver le navire de guerre endommagé. Il assure ensuite la veille radar au nord de l'île Shima jusqu'au 12 mai. Aucun avion japonais ne s'approche, mais le 15 mai le transport de troupe récupère quatre soldats japonais dans un radeau et les fait transférer sur un bateau de l'armée pour être internés dans un camp de prisonniers à Okinawa.
Le 20 mai, les Japonais envoient une force massive de sous-marins de poche, de mines et d'avions kamikazes contre les forces navales alliées. L'USS Barber poursuit deux sous-marins et en évalue un comme « probablement coulé ». Le transport rapide continue ses patrouilles, subissant les attaques nocturnes japonaises. Le 14 juin, il capture trois prisonniers. Dans la soirée du 16 juin, tandis que le Barber est en veille au large d'Hagushi, l'USS Twiggs (DD-591) est touché lors d'une attaque aérienne et coule en moins d'une heure. Le Barber se précipite immédiatement à la recherche de survivants, et passe toute la nuit sur zone pour récupérer les 188 marins qui ont survécu.
Libéré du service à Okinawa le 4 juillet 1945, le Barber rejoint un convoi de quatre autres escortes et 32 Landing Ship Tank (LST) en route pour Saipan. À une journée de route de Saipan, l'USS Barber reçoit l'ordre d'accompagner une partie du convoi à destination de Guam. Sa nouvelle route l'emmène sur les itinéraires utilisés par les bombardiers Américain B-29 pour aller bombarder le continent japonais. Le 9 juillet, le transport rapide est témoin de l'écrasement d'un bombardier de retour de mission. Le Barber fait route vers le site et repère un radeau 20 milles au loin. Le radeau contient tous les 11 membres de l'équipage du bombardier, ils sont déposés à Guam le lendemain.
L'USS Barber reste à Guam jusqu'au 21 juillet 1945, puis fait route pour Ulithi escortant le porte-avions d'escorte Salamaua (CVE-96). Il continue vers le golfe de Leyte où il rejoint et escorte les cuirassés Texas et Mississippi les 8, 9 et 10 août puis retourne à Leyte pour attendre des ordres. C'est là que l'USS Barber apprend la capitulation du Japon et il se met en route vers Okinawa escortant le Mississippi et son sister-ship l'Idaho. Arrivé le 21 août, il partit le lendemain pour une brève visite de la baie de Manille. Le 2 septembre, le transport rapide débute trois semaines de service à Subic Bay, à l'issue de laquelle il rejoint Lingayen Golfe pour intégrer la 20e Division de transports (TransDiv 20). De là, il mène une procession de vingt transports de troupes pour la mission d'occupation. Le groupe entre dans Wakanoura Bay à Honshū le 7 octobre 1945 et passe trois semaines à vitesse lente alors que les dragueurs de mines dégagent un chenal d'accès à Nagoya. Enfin, la TransDiv 20 peut entrer dans le chenal en toute sécurité, tandis que le Barber reste derrière pour contrôler l'entrée du port.
Il passe trois semaines à contrôler le trafic des navires entrant et sortant, puis le transport reçoit l'ordre d'embarquer des passagers à capacité maximale et faire route vers les États-Unis. Le 21 novembre, il se lance dans le long voyage de retour, faisant escale à Sasebo, Eniwetok, Pearl Harbor, San Diego, et au Panama. L'USS Barber retourne sur la côte Est pour un chantier de pré-désactivation, puis est déclassé le 22 mai 1946. Il a reçu trois étoiles de bataille pour service pendant la Seconde Guerre mondiale.
Il est ensuite amarré avec la flotte de réserve à Green Cove Springs, en Floride, et y reste pendant plus de deux décennies. Son nom est rayé des listes de la Marine des États-Unis le 27 novembre 1968, puis il est vendu au Mexique le 22 décembre 1969.

## Carrière dans la Marine mexicaine
L'USS Barber a été acquis par la marine mexicaine le 22 décembre 1969, et rebaptisé ARM Coahuila (B07). En 1994, il a été rebaptisé ARM Vincente Guerrero, puis est revenu à son premier nom mexicain de Coahuila, mais avec un nouveau numéro, E21. Le Coahuila a été rayé des listes de la marine mexicaine le 16 juillet 2001.

## Sources
- (en) Cet article est partiellement ou en totalité issu de l’article de Wikipédia en anglais intitulé « USS Barber (DE-161) » (voir la liste des auteurs).